# Baru
Baru — вимерлий рід австралійських крокодилів мекосухін. Він був напівводним, довжиною близько 4 м. Будучи напівводним, його середовище існування було навколо прісних водойм у вологих лісах, підстерігаючи свою здобич, подібно до сучасних видів. Слово Бару є аборигенним і означає «предок крокодила».
Скам'янілості були знайдені в Австралії в Ріверслі на північному заході Квінсленда та Алкуті на Північній території.

## Види
Наразі є три дійсні види в межах роду Baru. Типовий вид B. darrowi відомий із середнього міоцену Північної території і є найбільшим, досягаючи розміру 4–5 м у довжину. Він названий на честь англійського актора Пола Дарроу. Два старші види, B. huberi і B. wickeni, відомі з пізнього олігоцену Формація Etadunna Квінсленда.
У 2009 році череп Бару був знайдений на місці викопних решток Алкута приблизно за 200 км від Аліс-Спрінгс, на Північній території (NT) Австралії. Вважалося, що він належить до відомої рептилії з роду Бару, але це було оновлено новим дослідженням, яке стверджує, що це новий вид, який, як очікується, буде названий у 2022 році.